# 8. фебруар
8. фебруар је тридесет девети дан у години у Грегоријанском календару. 326 дана (327 у преступним годинама) остаје у години после овог дана.

## Догађаји
- 421 — Констанције III постаје савладар свог шурака западноримског цара Хонорија.
- 1347 — Окончан је грађански рат у Византији договором о подели власти између Јована V Палеолога и Јована VI Кантакузина.
- 1560 — Турске галије натерале у бекство шпанску флоту, под командом војводе Медине, у бици код града Триполија, који су Турци 1551. преузели од Шпаније.
- 1587 — После 19 година заточеништва погубљена шкотска краљица Мери Стјуарт, због учешћа у завери за збацивање са престола енглеске краљице Елизабете I.
- 1849 — Италијански револуционар Ђузепе Мацини прогласио Рим републиком.
- 1861 — Јужне државе САД одвојиле се од Уније и основале Конфедеративне Америчке Државе с Џеферсоном Дејвисом као председником, што је довело до Америчког грађанског рата.
- 1863 — Пруска и Русија склопиле савез да би угушиле револуцију у Пољској.
- 1904 — Изненадним нападима торпедима на руске бродове у Порт Артуру које су извршили Јапанци почео је Руско-јапански рат.
- 1924 — Приликом погубљења Гија Џона у америчкој држави Невада први пут употребљена гасна комора за извршење смртне казне.
- 1937 — У Шпанском грађанском рату трупе генерала Франциска Франка заузеле Малагу уз помоћ 15.000 италијанских војника.
- 1940 — Нацисти у Другом светском рату стрељали сваког десетог становника из два пољска села у близини Варшаве због убиства два немачка војника.
- 1942 — Јапан је у Другом светском рату напао Сингапур.
- 1942 — У манастиру Острог одржана скупштина са које је упућен позив свим Црногорцима и Бокељима, без обзира на политичке и партијске поделе, на устанак против окупатора у Другом светском рату.
- 1943 — Совјетска армија у Другом светском рату ослободила град Курск који су Немци окупирали 1941.
- 1963 — У Ираку извршен државни удар, у ком је збачен и стрељан председник Ирака, генерал Абдул Карим Касем, а нови шеф државе постао пуковник Абдул Салем Мухамад Ареф.
- 1975 — Совјетски и амерички космонаути почели заједничке припреме за летове „Сојуз-Аполо“.
- 1984 — На стадиону „Кошево“ у Сарајеву, у присуству 50.000 гледалаца, отворене су Зимске олимпијске игре 1984. На првим олимпијским играма одржаним у Југославији учествовали спортисти из 49 држава, до тада највећи број у историји ЗОИ.
- 1989 — У близини атлантских острва Азори пао амерички путнички авион са италијанским туристима. Погинуло свих 144 путника и чланова посаде.
- 1993 — У несрећи изазваној сударом војног авиона "Сухој" и путничког "Тупољев" близу Техерана погинули сви путници и чланови посаде, њих 132, пилот и копилот војног авиона.
- 1994 — Две групе илегалних имиграната, „људи из чамаца“, стигавши до обала САД, добиле различит третман америчких власти. Кубанци прихваћени, а Хаићани присиљени да се врате.
- 2002 — У месту Солт Лејк Сити, у САД, отворене 19. Зимске олимпијске игре.
- 2003 — Индија протерала пакистанског комесара Џалила Абаса Џиланија и још четири запослена у пакистанској мисији, оптуживши Џиланија за финансирање сепаратистичког покрета у индијском Кашмиру.
- 2006 —
  - Председник Хрватског сабора Владимир Шекс је данас, у име Сабора, изразио осуду и жаљење због чињенице да је „Национал“ објавио карикатуре посланика Мухамеда.
  - У Сарајеву око хиљаду грађана протестовало против карикатура посланика Мухамеда објављених у европским листовима.
  - Египатско врховно веће за антиквитете потврдило је откриће нове гробнице у Долини краљева. То је прво откриће гробнице на овој локацији још од 1922. године
- 2010 — У серији лавина на планини Хиндукуш у Авганистану погинуло је 172 особа, а затрпано око 2000.

## Рођења
- 1405 — Константин XI Палеолог Драгаш, византијски цар. (прем. 1453)[1]
- 1727 — Жан Андре Делик, швајцарски геолог и метеоролог. (прем. 1817)[2]
- 1792 — Каролина Августа Баварска, супруга Франца II, цара Светог римског царства. (прем. 1873)[3]
- 1819 — Џон Раскин, енглески сликар и критичар уметности. (прем. 1900)[4]
- 1820 — Вилијам Т. Шерман, амерички војник, пословни човек, просветни радник и писац. (прем. 1891)[5]
- 1828 — Жил Верн, француски писац, песник и драматург, најпознатији по научно-фантастичним романима. (прем. 1905)[6]
- 1830 — Абдул Азиз, османски султан. (прем. 1876)
- 1834 — Дмитриј Мендељејев, руски хемичар, аутор Периодног система хемијских елемената. (прем. 1907)[7]
- 1878 — Мартин Бубер, јеврејски филозоф. (прем. 1965)[8]
- 1880 — Франц Марк, немачки сликар. (прем. 1916)[9]
- 1883 — Јозеф Шумпетер, аустријски економиста. (прем. 1950)[10]
- 1888 — Идит Еванс, енглеска глумица. (прем. 1976)[11]
- 1911 — Елизабет Бишоп, америчка песникиња и списатељица. (прем. 1979)[12]
- 1921 — Лана Тарнер, америчка глумица. (прем. 1995)[13]
- 1923 — Небојша Поповић, српски кошаркаш и кошаркашки тренер. (прем. 2001)[14]
- 1925 — Џек Лемон, амерички глумац. (прем. 2001)[15]
- 1926 — Радмила Савићевић, српска глумица. (прем. 2001)[16]
- 1930 — Петар Банићевић, српски глумац. (прем. 2006)[17]
- 1931 — Џејмс Дин, амерички глумац. (прем. 1955)[18]
- 1932 — Џон Вилијамс, амерички композитор, диригент и пијаниста.[19]
- 1933 — Бранислав Црнчевић, српски књижевник, афористичар, новинар, сценариста и политичар. (прем. 2011)[20]
- 1938 — Лидија Пилипенко, српска балерина. (прем. 2020)[21]
- 1941 — Ник Нолти, амерички глумац, продуцент и модел.[22]
- 1953 — Мери Стинберџен, америчка глумица.[23]
- 1955 — Итан Филипс, амерички глумац.[24]
- 1959 — Маурисио Макри, аргентински политичар, бизнисмен и грађевински инжењер, председник Аргентине (2015—2019).[25]
- 1960 — Бенигно Акино III, филипински политичар, 15. председник Филипина (2010—2016). (прем. 2021)[26]
- 1963 — Душко Радиновић, црногорски фудбалер.[27]
- 1966 — Христо Стоичков, бугарски фудбалер и фудбалски тренер.[28]
- 1968 — Гари Колман, амерички глумац и комичар. (прем. 2010)[29]
- 1970 — Алонзо Морнинг, амерички кошаркаш.[30]
- 1977 — Роман Костомаров, руски уметнички клизач.[31]
- 1980 — Немања Цветковић, српски фудбалер.[32]
- 1983 — Кори Џејн, новозеландски рагбиста.[33]
- 1984 — Панајотис Василопулос, грчки кошаркаш.[34]
- 1985 — Брајан Рендл, амерички кошаркаш.[35]
- 1987 — Хави Гарсија, шпански фудбалер.[36]
- 1987 — Каролина Костнер, италијанска клизачица.[37]
- 1989 — Зек Гилфорд, новозеландски рагбиста.[38]
- 1990 — Клеј Томпсон, амерички кошаркаш.[39]
- 1995 — Мијат Гаћиновић, српски фудбалер.[40]
- 1995 — Габријел Дек, аргентински кошаркаш.[41]

## Смрти
- 538 — Севир Антиохијски, патријарх антиохијски.[42]
- 1204 — Алексије IV Анђео, византијски цар. (рођ. 1182)[43]
- 1250 — Роберт I од Артоа, гроф Артоа. (рођ. 1216)[44]
- 1265 — Хулагу-кан, монголски владар. (рођ. 1217)[45]
- 1296 — Пшемисл II, краљ Пољске. (рођ. 1257)[46]
- 1314 — Јелена Анжујска, српска краљица, жена краља Уроша I, ктитор манастира Градац. (рођ. 1236)
- 1587 — Мери Стјуарт, шкотска краљица. (рођ. 1542)[47]
- 1640 — Мурат IV, османски султан. (рођ. 1612)[48]
- 1676 — Алексеј Михајлович Романов, руски цар. Отац Петра Великог. (рођ. 1629)[49]
- 1696 — Иван V Алексејевич, руски цар. (рођ. 1666)[50]
- 1709 — Ђузепе Торели, италијански виолиниста. (рођ. 1658)[51]
- 1725 — Петар I Алексејевич Романов, руски цар, познат као Петар Велики. (рођ. 1672)[52]
- 1849 — Франце Прешерен, словеначки песник (рођ. 1800)[53]
- 1921 — Петар Кропоткин, руски револуционар и географ. (рођ. 1842)[54]
- 1936 — Чарлс Кертис, амерички политичар. (рођ. 1860)[55]
- 1943 — Персида Миленковић, велика српска ктиторка и задужбинарка. (рођ. 1857)[56]
- 1957 — Џон фон Нојман, мађарски математичар. (рођ. 1903)[57]
- 1957 — Валтер Боте, немачки физичар. (рођ. 1891)[58]
- 1959 — Вилијам Џозеф Донован, генерал-мајор војске САД. (рођ. 1883)[59]
- 1975 — Роберт Робинсон, енглески хемичар, добитник Нобелове награде за хемију. (рођ. 1886)[60]
- 1998 — Халдоур Лакснес, исландски књижевник, добитник Нобелове награде за књижевност. (рођ. 1902)[61]
- 1999 — Ајрис Мердок, ирска књижевница и филозофкиња. (рођ. 1919)[62]
- 2007 — Ана Никол Смит, америчка манекенка и глумица (рођ. 1967)[63]
- 2008 — Десимир Тошић, српски публициста, књижевник и политичар. (рођ. 1920)[64]
- 2013 — Јосиф Татић, српски глумац. (рођ. 1946)[65]
- 2016 — Александар Виторовић, српски књижевник и новинар. (рођ. 1926)[66]

## Празници и дани сећања
- Српска православна црква слави:
  - Преподобног Ксенофонта и Марију, и синове њихове Јован и Аркадије
  - Преподобног Симеона Ветхиа
  - Светог Давида - цара грузијског